# Oriol Cardona
Oriol Cardona Coll es un deportista español de esquí de montaña y de skyrunning.
Ganó seis medallas en el Campeonato Mundial de Esquí de Montaña entre los años 2017 y 2025.

## Palmarés internacional
| Campeonato Mundial | Campeonato Mundial | Campeonato Mundial | Campeonato Mundial  |
| Año                | Lugar              | Medalla            | Prueba              |
| ------------------ | ------------------ | ------------------ | ------------------- |
| 2025               | Morgins (Suiza)    | Medalla de oro     | Velocidad           |
| 2025               | Morgins            | Medalla de plata   | Relevo mixto        |
| 2023               | Boí Taüll          | Medalla de oro     | Velocidad           |
| 2021               | Ordino-Arcalís     | Medalla de plata   | Velocidad           |
| 2019               | Villars-sur-Ollon  | Medalla de bronce  | Carrera por equipos |
| 2017               | Piancavallo        | Medalla de bronce  | Velocidad           |